# Itivuttaka
El Itivuttaka (en pali "como ha sido dicho") es un texto budista, parte del Canon pali del budismo theravada atribuido al recuerdo de Khujjuttara sobre los discursos de Buda. Está incluido en el Khuddaka Nikaya del Sutta Pitaka y consta de 112 enseñanzas breves atribuidas al Buda, cada una compuesta por una porción en prosa seguida de una porción de verso. Este último puede ser una paráfrasis del primero o complementario. Algunos eruditos lo consideran una de las primeras escrituras budistas, mientras que otros la consideran posterior. La última traducción de Samanera Mahinda se publicó en 2018.

## Traducciones
- Dichos de Buda, tr JH Moore, Columbia University Press, 1908
- "Como se dijo", en Minor Anthologies of the Pali Canon, volumen II, tr FL Woodward, 1935, Pali Text Society, Bristol
- Tr John D. Irlanda, Sociedad de Publicaciones Budistas, Kandy, Sri Lanka, 1991; Posteriormente reimpreso en 1 volumen con su traducción del Udana .
- Tr. Peter Masefield, 2000, Pali Text Society, Bristol; la traducción preferida del PTS; su objetivo declarado es traducir de acuerdo con la interpretación del comentario
- Tr Bhikkhu Mahinda (Anagarika Mahendra), Itivuttaka: Libro de esto fue dicho, segunda edición bilingüe pali-inglés 2022, Dhamma Publishers, Roslindale MA;ISBN 9780999078150  .